# Espacio seguro
Un espacio seguro (en inglés "safe space"), también llamado espacio positivo o zona neutral designa un ambiente que permite a las personas generalmente marginadas, debido a una o más pertenencias a ciertos grupos sociales, reunirse para comunicarse en torno a sus experiencias de marginación.
Es parte de un proceso de empoderamiento y permite que las personas que participan no tengan que enfrentarse a reacciones negativas generalmente dominantes sobre ellas.
Los espacios seguros aparecieron a mediados de la década de 1960 en los Estados Unidos, y se habrían referido primero a lugares físicos frecuentados por personas de la comunidad LGBT + y luego a movimientos feministas en las décadas de 1960 y 1970, antes de extenderse a espacios dedicados a la educación académica y a determinados espacios virtuales en Internet. Estos términos también se utilizan para indicar que un profesor, una institución educativa o un cuerpo estudiantil no tolera, por ejemplo, la violencia contra las personas LGBT, el acoso o la incitación al odio; el objetivo es crear un espacio seguro para todos los estudiantes gay, lesbianas, bisexuales y transgénero.
Sin embargo, la idea de un espacio seguro es criticada por ser un obstáculo para la libertad de expresión.

## Definición y características
Un espacio seguro puede definirse como un entorno en el que todos se sienten cómodos expresándose y participando plenamente, sin temor a ser atacados, ridiculizados o que se les niegue su propia experiencia. En el contexto de una clase, es un espacio en el que cada persona se siente protegida frente a agresiones psicológicas o emocionales. Sin embargo, no es un espacio libre de cualquier experiencia negativa, susceptibles de provocar malestar, un sentimiento de lucha o de dolor.
Así, los espacios seguros son utilizados por miembros de grupos sociales que son víctimas de la opresión, tales como mujeres, personas víctimas de racismo, personas pertenecientes a minorías sexuales o de género, personas con discapacidad, etc. Los espacios seguros pueden materializarse de diferentes maneras, por ejemplo, como lugares físicos designados como tales, en particular dentro de un entorno académico (aula, campus universitario) o un entorno asociativo (LGBT +, asociaciones feministas o de víctimas, grupos de apoyo, etc.). También pueden ser lugares virtuales como algunos foros de internet.

## Historia

### Surgimiento
El concepto se originó en los Estados Unidos, derivado del movimiento de liberación de las mujeres pero también del movimiento de derechos civiles, donde el espacio seguro “implica cierta licencia para hablar y actuar libremente, representa una fuerza colectiva y genera estrategias de resistencia ... un medio más que un fin, y no solo un espacio físico, sino también un espacio creado por el encuentro de mujeres en la búsqueda comunitaria". Los primeros espacios seguros fueron los bares LGBT y los grupos de sensibilización.
En Francia, la demanda de espacios para personas de un solo sexo, precedentes de los espacios seguros, en el movimiento feminista y la teorización de este concepto como herramienta de emancipación política se remonta a la década de 1970s, cuando se fundó el Mouvement de Libération des Femmes. Las mujeres entonces quisieron liberarse de sus aliados políticos, quienes no les dejaban suficiente espacio para expresarse. Las feministas del movimiento Nuit Debout también crearon espacios para solo de mujeres, y nuevamente encontraron que el rechazo a menudo provenía de las mismas personas que les habrían impedido expresarse públicamente.

### Usos actuales

#### Canadá
Las iniciativas de espacios positivos están muy extendidas en las instituciones de educación superior de Canadá, incluida la Universidad McGill, la Universidad de Toronto en Algonquin College, la Universidad de Columbia Británica y la Universidad Queen's. Los espacios seguros también han sido descritos como espacios de producción para un contrapúblico íntimo y cuestionados por las posibles desigualdades que generan.

#### Estados Unidos
En 1989, Gay & Lesbian Urban Explorers (GLUE) desarrolló un programa de espacios seguros. Durante sus manifestaciones, incluidos en particular los talleres contra la homofobia, la organización distribuyó imanes con un triángulo rosa invertido rodeado de un círculo verde para "simbolizar la aceptación universal", animando a "los aliados" a llevar los imanes a la vista para apoyar los derechos de los homosexuales e indicar que sus lugares de trabajo son espacios libres de homofobia." 
Advocates for Youth declara en su web que un espacio seguro es "un lugar donde todos puedan relajarse y expresarse plenamente, sin temor a sentirse incómodos, intrusivos o desafiados por su sexo biológico, raza o etnia, orientación sexual, identidad de género, cultura, edad o capacidad física o mental; un lugar donde las reglas preservan el respeto por uno mismo, la dignidad y los sentimientos de los demás y fomentan firmemente el respeto al otro". En términos generales, las personas o instituciones que apoyan los espacios seguros para estudiantes y empleados LGBT pueden ofrecer formación sobre diversidad a sus empleados; incluyen su pertenencia a un espacio seguro en su misión corporativa, desarrollan y publican declaraciones de valor para la organización, y/o, si son parte de alguna organización, animan a la coalición para que incluyan un espacio seguro entre su misión y valores.
Sin embargo, algunas personas ven la cultura del espacio seguro como una violación de la Primera Enmienda y como un mecanismo para recurrir a puntos de vista que difieren de los propios.

#### Reino Unido
A principios de 2015, la proliferación de espacios seguros en las universidades del Reino Unido generó controversia, al ser acusados de ser utilizados para limitar la libertad de expresión y opiniones políticas divergentes.
En abril de 2016, se sometió a votación la expulsión de un espacio seguro de un miembro de una asociación de estudiantes de la Universidad de Edimburgo, después de que esta persona incumpliera una regla que prohíbía "gestos de desacuerdo". La votación concluyó a su favor. Esta persona había agitado los brazos con disgusto tras una acusación hecha en su contra por otro miembro.
En septiembre de 2016 la primera ministra británica, Theresa May, cuestionó a las universidades sobre su política de implementar espacios seguros, preocupada de que la autocensura pudiera restringir la libertad de expresión en los campus. Ella declaró que debía ser extraordinario que las universidades prohíbieran la discusión de temas que podrían resultar impactantes. Advertía que sofocar la libertad de expresión podría tener un impacto negativo en el éxito económico y social de Gran Bretaña.

## Críticas
Judith Shulevitz, reportera del New York Times, hizo una distinción entre reuniones en las que los participantes acuerdan mutuamente garantizar un espacio seguro y los intentos de convertir residencias enteras o periódicos estudiantiles en espacios seguros . Según Shulevitz, estos últimos intentos son una consecuencia lógica de lo primero: "una vez que se han designado ciertos espacios como seguros, se da a entender que los demás son peligrosos. De ello se deriva que deban hacerse todavía más seguros." El mismo artículo daba el ejemplo de un espacio seguro en la Universidad de Brown creado cuando la feminista libertaria Wendy McElroy, conocida por criticar el término "cultura de la violación», fue a dar un discurso: "Este espacio seguro, explicaba la Sra. Byron tenía como objetivo otorgar a las personas que pudieran considerar ciertos comentarios como problemáticos o impactantes, un entorno para recuperarse. La sala estaba equipada con galletas, libros para colorear, burbujas, plastilina, música relajante, almohadas, mantas y un vídeo de cachorros, así como con estudiantes y personal formados para tratar los traumas. Los críticos acusaron a la universidad de tratar a los estudiantes como bebés.
El periodista Conor Friedersdorf criticó el uso de espacios seguros en el exterior para bloquear la cobertura mediática de las protestas estudiantiles. Según Friedersdorf, tales usos entraban en conflicto con el propósito original de los espacios seguros: Este comportamiento es un tipo de cebo de seguridad: utilizar la intimidación o iniciar la agresión física para violar los derechos de los demás, y luego actuar como si tu objetivo te hiciera inseguro.
Milo Yiannopoulos, periodista británico y orador público conservador, ha hablado repetidamente de espacios seguros, argumentando que constituyen una amenaza a la libertad de expresión y a la restricción de la educación. Su punto de vista es apoyado por otros conservadores como Christina Hoff Sommers y Steven Crowder. Otras personalidades no conservadoras también son críticas con la noción del espacio seguro. El actor y escritor británico Stephen Fry ha dicho que los espacios seguros y los desencadenantes infantilizan y potencialmente erosionan la libertad de expresión.
La serie de comedia animada South Park hizo un episodio satírico sobre espacios seguros.